# Іванівка (Новомиргородська міська громада)
Іва́нівка — село в Україні, у Новомиргородській міській громаді Новоукраїнського району Кіровоградської області. Населення становить 49 осіб. Площа села — 25,31 га.

## Населення
Згідно з переписом УРСР 1989 року чисельність наявного населення села становила 65 осіб, з яких 22 чоловіки та 43 жінки.
За переписом населення України 2001 року в селі мешкали 73 особи. 100 % населення вказало своєю рідною мовою українську мову.
Станом на 1 січня 2015 року, в Іванівці мешкало 49 осіб.

## Вулиці
У Іванівці налічується одна вулиця — вул. Перемоги.